# Great Chart
Great Chart är en ort i grevskapet Kent i sydöstra England. Orten ligger i distriktet Ashford och civil parishen Great Chart with Singleton, direkt väster om Ashford. Tätorten (built-up area) hade 617 invånare vid folkräkningen år 2021.
Great Chart var en civil parish fram till 1987 när blev den en del av Great Chart with Singleton, Hothfield och Kingsnorth och Ashford unparished area. Civil parishen hade 969 invånare år 1961. Great Chart nämndes i Domedagsboken (Domesday Book) år 1086, och kallades då Certh.